# Michal Maheľ
Michal Maheľ (19. srpna 1920, Trhovište – 7. srpna 1999, Bratislava) byl slovenský geolog, akademik Slovenské akademie věd a vysokoškolský profesor.

## Život

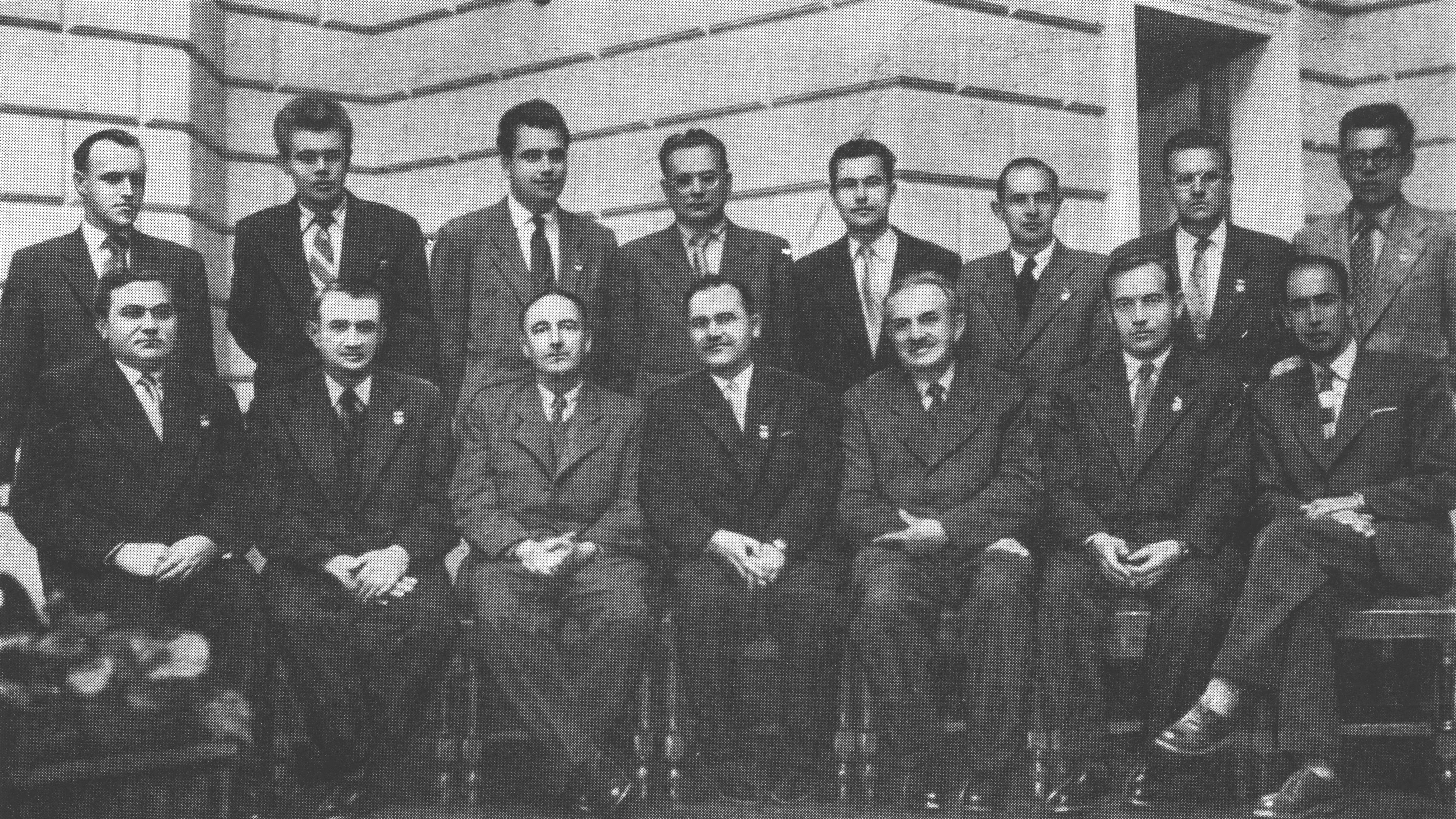
Českoslovenští geologové na sjezdu Karpatsko-balkánské geologické asociace ve Lvově v roce 1958. Mahel sedící uprostřed (4. zleva).

Narodil se v Trhovišti v okrese Michalovce 19. srpna 1920. Reálné gymnázium absolvoval v Michalovcích v letech 1931 až 1939. Od roku 1939 studoval na Přírodovědecké fakultě Univerzity Komenského v Bratislavě, kde později získal i doktorát z geologie. Byl žákem profesora Dimitrije Andrusova. Následně působil na Slovenské vysoké škole technické a ve Státním geologickém ústavu Dionýza Štúra. V letech 1949 - 1952 působil jako pedagog na přírodovědecké fakultě, od roku 1949 jako docent. Následně se vrátil na geologický ústav, v letech 1958 – 1963 byl jeho ředitelem. V roce 1962 byl zvolen za korespondenta Slovenské akademie věd, v roce 1964 získal titul profesor. Od roku 1975 byl akademikem SAV a ČSAV. V průběhu tohoto období až do roku 1986 pracoval i jako externí profesor na Přírodovědecké fakultě Univerzity Komenského. O jeho přednášky byl mezi studenty díky bohatým terénním zkušenostem a pedagogickým kvalitám velký zájem.
Podílel se na geologickém výzkumu území v různých částech Slovenska. Výsledkem těchto prací bylo několik geologických map různého měřítka, jakož i vědeckých studií o geologické stavbě zkoumaných území. Významně se podílel na tvorbě přehledné geologické mapy ČSSR v měřítku 1:200 000 jako hlavní redaktor mapového listu Banská Bystrica, Žilina a Bratislava. Při své práci se snažil spojovat regionálněgeologický výzkum s tvorbou geologických map a řešením tektonických problémů. Do povědomí zahraniční geologické veřejnosti se ve své době dostal jako jeden z nejlepších znalců geologie Západních Karpat, hlavně díky tektonické mapě Karpatsko-balkánského regionu a přilehlých území v měřítku 1:1 000 000 vydané spolu s rozsáhlými vysvětlivkami v letech 1973 a 1974. Významně se podílel na aktivitách tektonické komise Karpatsko-balkánské geologické asociace, kterou vedl. V letech 1976 až 1987 byl iniciátorem a odborným garantem četných vědeckých konferencí. Jako první definoval strukturní horniny Alpské jižního penninika v Západních Karpatech a označil je jako váhikum, čímž významně přispěl k pochopení geologické stavby této oblasti. Mezi jeho poslední významná díla patří práce Geologická stavba československých Karpat 1. Paleoalpinské jednotky. Jde o první a dosud nejkomplexnější knižní dílo zabývající se geologií Západních Karpat vycházející z principů deskové tektoniky. Mahel se pokoušel zavést řadu nových litostratigrafických a tektonických termínů, z nichž mnohé však nebyly akceptovány geologickou veřejností. Celkově publikoval přes 40 vědeckých monografií, příruček, map a vysvětlivek k nim, asi 150 článků v odborných časopisech. Byl členem hlavní redakce Encyklopedie Slovenska.
Pro jeho vědeckou činnost bylo příznačné spojení usilovné terénní i vědecké práce a snaha udržet krok s nejnovějšími vědeckými trendy ve světě. I když zpočátku byl odpůrcem teorie deskové tektoniky a na rozdíl od Andrusova, v určitém období popíral i existenci příkrovů. Při vědecké práci často nevhodně prosazoval své vědecké interpretace jako jediné správné, což vedlo ke značné kritice a rozporuplným hodnocením zejména po roce 1989. Byl evidován jako důvěrník StB. Zemřel na rakovinu 7. srpna 1999 v Bratislavě.

## Významné práce
Mezi nejvýznamnější práce M. Maheľa patří tyto monografie a geologické mapy:
- Geologie střední části Strážovské hornatiny. (1946)
- Regionální geologie ČSSR. Díl 2. Západní Karpaty. (1967)
- Tectonic map of the Carpathian-Balkan Regions and their Foreland. (Editor, 1974)
- Tectonics of the Carpathian Balkan Regions: Explanations to the tectonic map of the Carpathian-Balkan Regions and their Foreland. (Editor, 1974)
- Tektonické profily Západních Karpat. (Editor, 1979)
- Zemská kůra a její vztah k nerostným surovinám. (Editor, 1984)
- Tektonická mapa ČSSR. (Spolu s O. Kodymem a M. Malkovským, 1984)
- Geologická stavba Strážovských vrchů. (1985)
- Geologická stavba československých Karpat 1: Paleoalpínske jednotky. (1986)